# 原敬吾
原 敬吾（はら けいご、1912年10月28日 - 1975年3月24日）は、日本史学者。
東京生まれ。1936年東京帝国大学文学部国史学科卒。東京大学史料編纂所所員を経て、学習院女子短期大学教授。日本宗教史が専門。

## 著書
- 『黒住宗忠』吉川弘文館 人物叢書 1960
- 『戦後の精神史』日本教文社 日本人のための国史叢書 1967
- 『動乱の昭和史 民族か階級かの問題をめぐって』講談社現代新書 1968
- 『難波大助の生と死』国文社 1973

## 論文
- <原敬吾